# Kert Kingo
Kert Kingo, född 5 mars 1968 i Tartu, är en estnisk nationalkonservativ politiker tillhörande Estlands konservativa folkparti (EKRE). Från 16 maj till 25 oktober 2019 var hon Estlands minister för utrikeshandel och IT i Jüri Ratas andra regering.

## Biografi
Kingo gick i skola i Kõrveküla och därefter i musikklass i gymnasiet i Tartu. 2001 tog hon examen i juridik vid Tallinns handelsskola och påbörjade 2017 även studier vid masterprogrammet i företagsekonomi vid Mainors entreprenörshögskola.
Kingo arbetade före sin politiska karriär länge i statlig tjänst som utredare inom polisen och som jurist på skatte- och tullmyndigheten. Hon blev medlem av EKRE 2016, efter att tidigare inte ha varit politiskt verksam, och valdes 2019 in i Riigikogu. Efter att Marti Kuusik på grund av brottsmisstankar tvingats avgå som minister redan dagen efter tillträdet, kom Kingo den 16 maj att ersätta Kuusik som minister för utrikeshandel och IT.
Kingo uttryckte sina mål för mandatperioden som att öppna upp fler exportmarknader för Estlands företag, att förbättra internettillgången på landsbygden och att genomföra internationell valövervakning av elektroniska val. Hon kom dock att utsättas för hård kritik i nationella media, bland annat för att enbart tala estniska i internationella sammanhang. I samband med anklagelser om oegentligheter vid tillsättningen av rådgivare kom Kingo redan i oktober 2019 att tvingas träda tillbaka. Hon återgick då till sitt ordinarie mandat i Riigikogu.